# Роговик ланцетолистий
{{#ifeq:0|0|{{#if:Cerastium holosteoides|{{#if:|[[]}}|[[]]}}}}
Роговик ланцетолистий (Cerastium holosteoides) — вид квіткових рослин родини гвоздикових (Caryophyllaceae).

## Біоморфологічна характеристика
Це зелена дворічна рослина 10–30 см заввишки, розсіяно запушена сумішшю коротких і довгих волосків. Чашолистки 5–6 мм завдовжки, вузько-плівчасті. Пелюстки зазвичай надрізані до 1/3, по довжині майже рівні чашолисткам. Коробочки зазвичай 8–11 мм завдовжки.

## Поширення
Росте у північній і Східній Африці, Євразії й на південний схід до Нової Гвінеї.
В Україні вид росте на луках, узліссях — майже по всій території, звичайно.